# 曼殊院

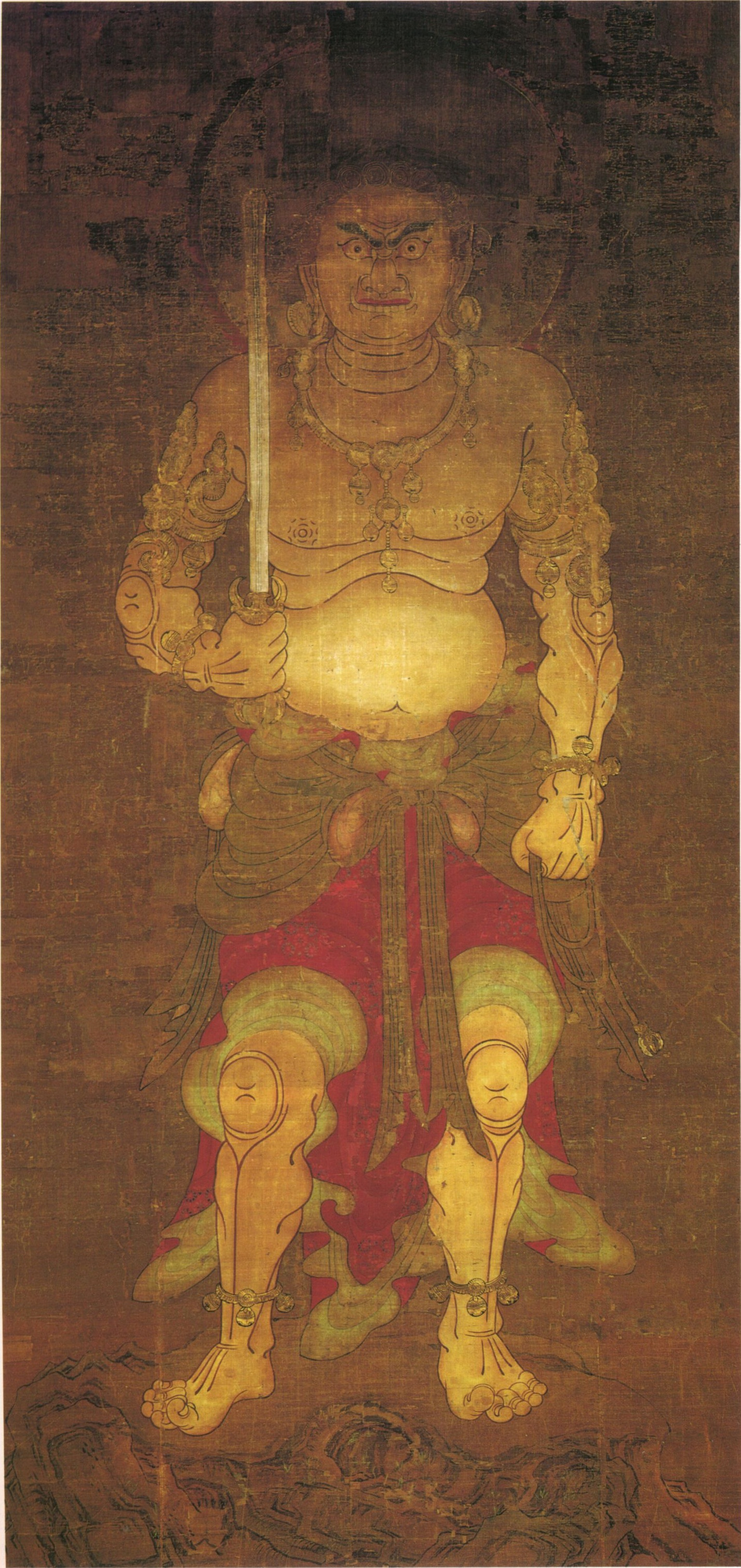
不動明王像（黄不動）※現在は秘仏扱い。

曼殊院（まんしゅいん）は、京都市左京区にある天台宗の寺院。山号はなし。本尊は阿弥陀如来。開山は是算（ぜさん）。竹内門跡とも呼ばれる門跡寺院（皇族・貴族の子弟が代々住持となる別格寺院のこと）であり、青蓮院、三千院（梶井門跡）、妙法院、毘沙門堂門跡と並び、天台五門跡の1つに数えられる。国宝の黄不動、曼殊院本古今和歌集をはじめ、多くの文化財を有する。紅葉の名所である。

## 歴史

### 起源
他の天台門跡寺院と同様、最澄（767年 - 822年）の時代に比叡山上に草創された坊（小寺院）がその起源とされる。その後、12世紀頃に北山（現・京都市右京区・鹿苑寺付近）に本拠を移し、洛中（現・京都市上京区・相国寺付近）への移転を経て、現在地に移転したのは明暦2年（1656年）のことである。
寺伝では延暦年間（782年 - 806年）、伝教大師最澄が比叡山上に営んだ一坊がその起源とされる。円仁、安恵らを経て、天暦年間（947年 - 957年）、是算国師の時、比叡山三塔のうちの西塔北谷に移り、東尾坊（とうびぼう）と称したという。曼殊院ではこの是算を初代としている。

### 曼殊院と北野天神
曼殊院は平安時代以来、近世末期に至るまで北野神社（現・北野天満宮）と関係が深かった。歴代の曼殊院門主は北野神社の別当（管理責任者）を兼ねており、前述の是算が菅原氏の出身であったことから、菅原道真を祭神とする神社である北野神社の初代別当になったという。是算の北野別当就任時期については、北野神社創建時・天暦元年（947年）とする説と、創建時ではなく、寛弘元年（1004年）、一条天皇の北野神社行幸時のこととする説がある。『華頂要略』所収の「諸門跡伝」は是算の没年を寛仁2年（1018年）としており、この没年からみて、それより70年以上前の天暦元年（947年）の北野別当就任は不自然だとする研究者もいる。
天仁年間（1108年 - 1110年）、是算から数えて8代目の門主・忠尋の時に、北野神社からさほど遠くない北山（現・京都市右京区）に別院を建て、寺号を「曼殊院」と改めた。別院を建設したのは北野神社の管理の便のためと思われる。比叡山にある本坊と北山の別院とはしばらくの間並立していたが、次第に北山の別院が主体となっていった。また、忠尋は東塔北谷にあった東陽坊を再興したと伝えられているが、観応元年（1350年）に当時の門跡である慈厳から朝廷（北朝）に出された奏状には是算を初代北野別当、東陽坊・北野別当の忠尋が曼殊院の祖であると記されており、当時の曼殊院が東陽坊を比叡山における本坊とみなしていたことが分かる。
だが、記録上に見える東陽坊（曼殊院）と北野別当の歴代には不一致が見られ、特に後者は有力門跡による争奪の対象になったと考えられている。再び、確実に一致するようになるのは鎌倉時代後期の正安3年（1301年）に訴訟によって北野別当の地位を得た慈順以降であり、彼とその弟子で実の姪孫でもあった慈厳が門跡寺院としての曼殊院を確立させたと考えられる。慈順は洞院家の出身で後宇多・伏見・花園の3代の天皇の外戚として大覚寺統・持明院統の双方に出入りし、慈厳も出家後の花園法皇・光厳法皇の師の1人であるとともに元弘の変で六波羅探題に一時拘束される程までに後醍醐天皇とも親密な関係で正平の一統の際には天台座主（天台宗最高の地位）に任じられている。慈厳の死後は甥の慈昭（洞院公賢の子）が継承し、北朝・室町幕府との関係を強めた。

### 再度の移転と良尚法親王の中興
北山にあった曼殊院は、足利義満の北山殿（後の鹿苑寺）造営のため移転を余儀なくされ、康暦年間（1379年 - 1381年）、洛中に移転する。移転先は相国寺の南方、現在の京都市上京区内に相当する。 
明応4年（1495年）頃、伏見宮貞常親王の息で後土御門天皇の猶子である大僧正慈運法親王が26世門主として入寺して以降、曼殊院は代々皇族が門主を務めることが慣例となり、宮門跡としての地位が確立した。
曼殊院を東山山麓の現在地に移し、寺観を整えたのは29世門主の良尚法親王であった（法親王とは皇族男子で出家後に親王宣下を受けた者の称である）。曼殊院の現在地への移転は明暦2年（1656年）のことで、現存する大書院（本堂）、小書院などはこの時のものである。この地は曼殊院と同じく比叡山の小坊の1つで慶滋保胤らによって勧学会が開かれたものの後に廃絶した月林寺の跡地であったといわれている。
良尚法親王は桂離宮を造営したことで名高い八条宮智仁親王の第二皇子であり、後水尾天皇の猶子であった。良尚法親王は天台座主を務めた仏教者であると共に茶道、華道、香道、和歌、書道、造園などに通じた教養人であり、当代文化に与えた影響は大きかった。曼殊院に伝存する茶室、古今伝授資料（古今和歌集の秘伝を相承するための資料）、立花図（池坊流2世池坊専好の立花をスケッチしたもの）などの文化財は法親王の趣味と教養の広さを示している。
この時に建てられた書院内の釘隠しや引手、欄間などは桂離宮と共通した意匠がみられ、同じ系列の工房で作られた物である。これらにより曼殊院は「小さな桂離宮」とも呼ばれている。
明治時代になると神仏分離によって曼殊院門主と北野神社との関係は解消された。
1872年（明治5年）に療病院（現・京都府立医科大学附属病院）の建設に際し、当寺はその支援のために宸殿を売却し、その売却金を寄付している。そのために長らく宸殿がなかったが、2022年（令和4年）に再建された。

## 境内

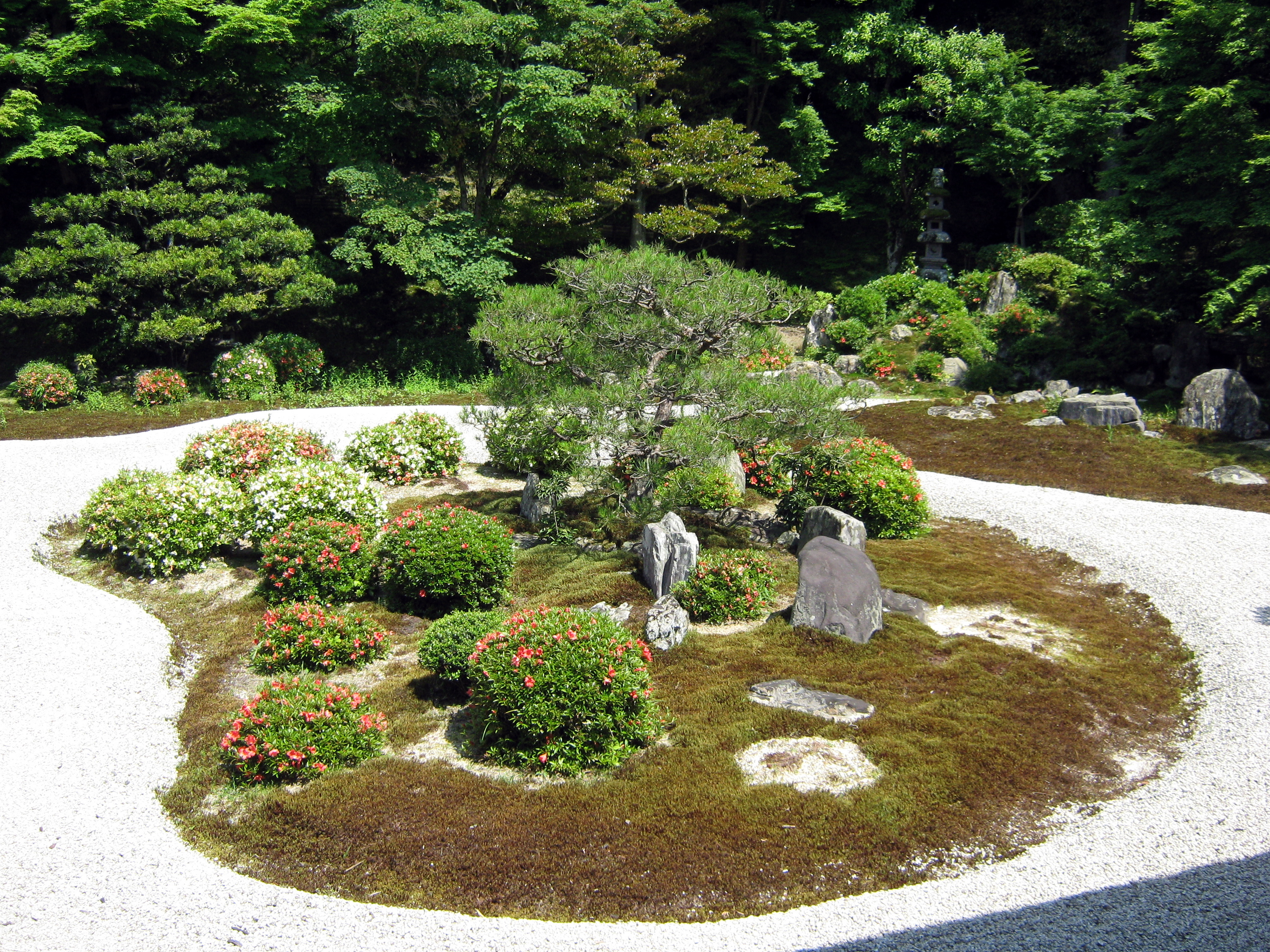
庭園（亀島）

境内は比叡山西麓に位置する。入口である勅使門の左右の塀は5本の水平の筋が入った築地塀で、門跡寺院としての格式の高さを表している。
- 大書院（重要文化財） - 本堂。明暦2年（1656年）建立。仏間に本尊阿弥陀如来立像を安置することから重要文化財指定名称は「曼殊院本堂」となっているが、当の曼殊院ではこの建物を「大書院」（おおしょいん）と呼んでいる[17]。また、解体修理の際に発見された墨書等から、この建物は建設当時から「大書院」と称されていたことが分かる[18]。寄棟造、杮（こけら）葺きの住宅風建物である。正面東側に「十雪の間」、西側に「滝の間」があり、「十雪の間」背後には「仏間」、「滝の間」背後には「控えの間」がある[18][19]。建物内の杉戸の引手金具には瓢箪、扇子などの具象的な形がデザインされ、桂離宮の御殿と共通したデザイン感覚が見られる[20]。「十雪の間」の床の間には木造慈恵大師（良源）坐像（重要文化財）を安置し、仏間には本尊を中心とする諸仏を安置する[21]。もとは宸殿に本尊が安置され本堂の役割を果たしていたが、宸殿が1872年（明治5年）に療病院（現・京都府立医科大学附属病院）建設のために寄付されて無くなってからは、本尊などの仏像は大書院の仏間に移されている[17]。
- 庭園（国指定名勝） - 枯山水庭園。小堀遠州の作といわれるが、遠州は曼殊院の当地移転以前の正保4年（1647年）に没しており、実際の作庭者は不明である[22]。
- 宸殿 - 2022年（令和4年）再建。
- 宸殿前庭「盲亀浮木之庭」
- 小書院（重要文化財） - 大書院の東北方に建つ。大書院と同時期の建築で寄棟造、杮（こけら）葺きである。間取りは東南側に八畳の「富士の間」、その北に主要室である「黄昏（たそがれ）の間」がある[23][19]。黄昏の間は、七畳に台目畳二畳の上段を備え、床（とこ）・棚・付書院をもつ。床脇の棚は多種類の木材を組み合わせたもので「曼殊院棚」として知られる[24]。建物西側は二畳の茶立所（「無窓の席」）を含むいくつかの小部屋に分かれている。二畳室は板床（いたどこ）があり、炉が切ってあって、茶室としても使用できるようになっている[25]。「富士の間」「黄昏の間」境の欄間の透かし彫りや、七宝製の釘隠し（富士山をかたどる）もこの建物の特色である[26]。小書院の北側には前述の二畳の茶立所とは別の茶室が付属し、「八窓軒」の名で知られる[27]。
- 茶室「八窓軒」（重要文化財） - 小書院の北側に隣接して建つ茶室。大書院・小書院と同時期の建築と考えられる。京都三名席の一つ。平三畳台目、中柱、下座床の席。小堀遠州風の意匠が随所に見られる。東側の壁の連子窓の上に下地窓を重ねる手法は珍しく、遠州好みとされている。天井は東側（躙口側）を化粧屋根裏、西側（床の間側）を平天井とする。この平天井が点前畳の上まで続き、点前座を落ち天井としないのは古い手法である。躙口上の連子窓は虹のような影が生じることから「虹の窓」と呼ばれて名高い。
- 大玄関
- 庫裏（重要文化財）
- 持仏堂
- 茅門
- 護摩堂
- 唐門
- 勅使門
- 山門
- 弁天池 - 山門の外にある。
- 弁天堂
- 曼殊院天満宮 - 鎮守社。曼殊院の建築物では一番古い。
- 菌塚

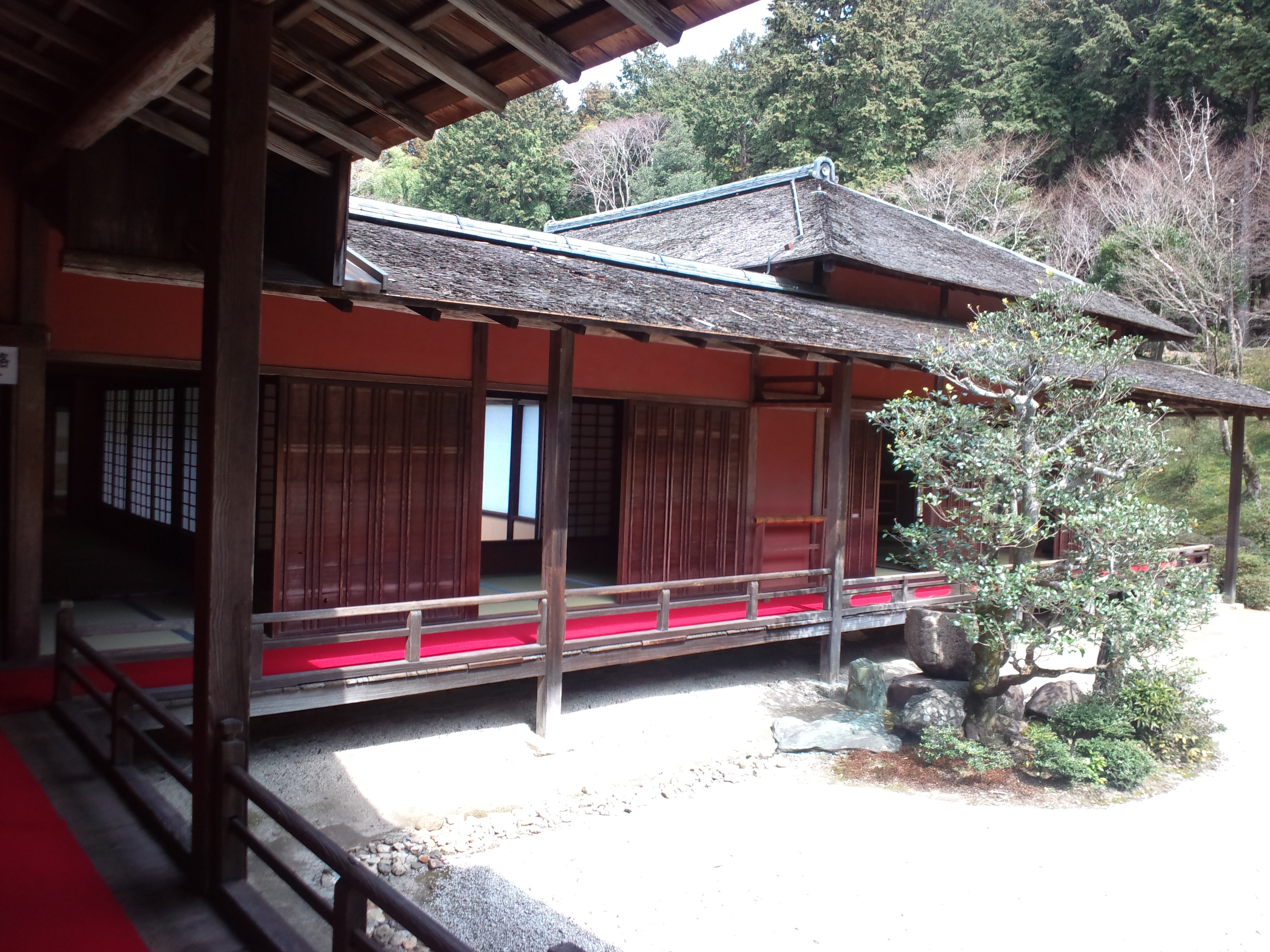
大書院から小書院を見る
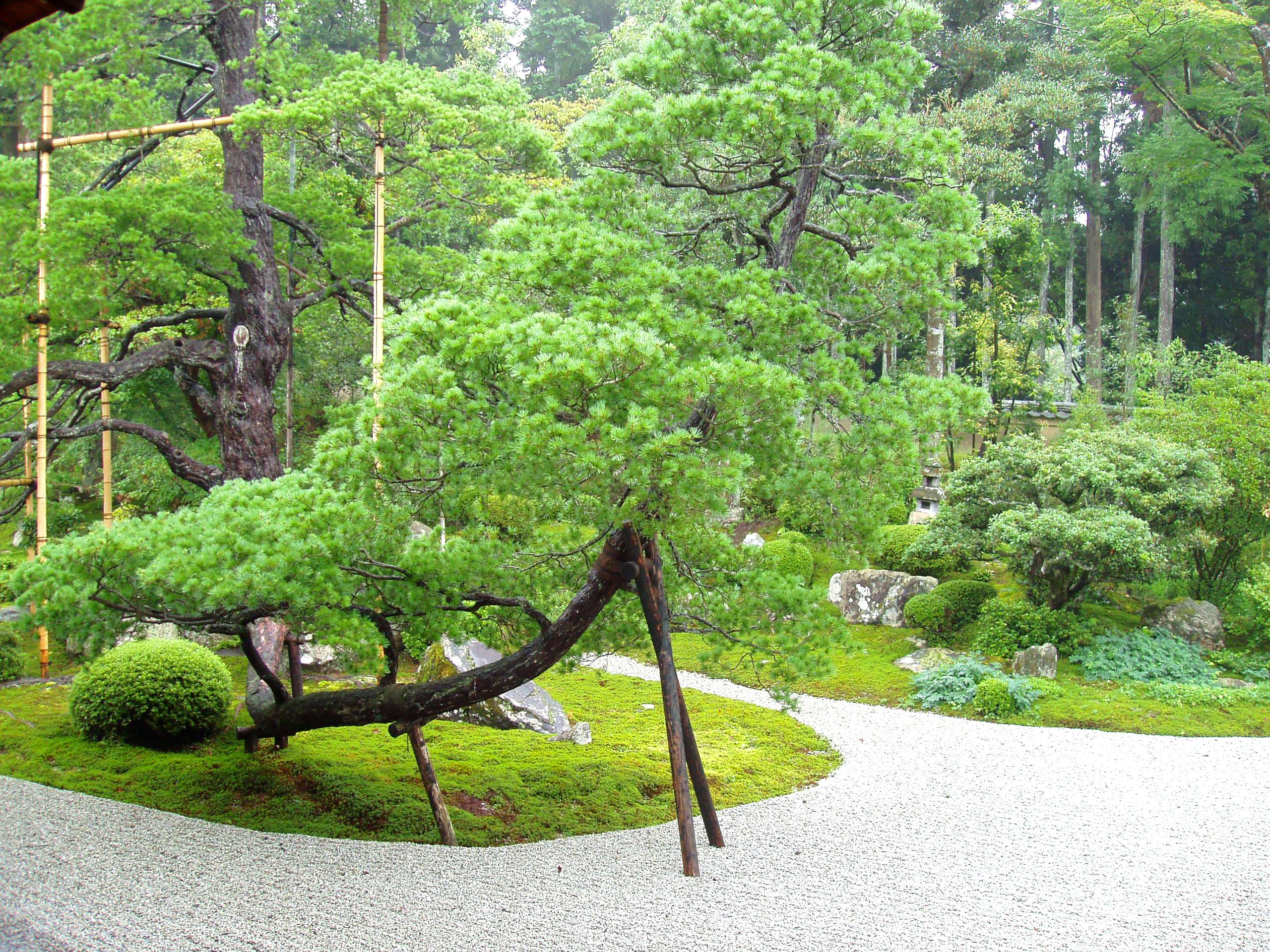
庭園（鶴島）
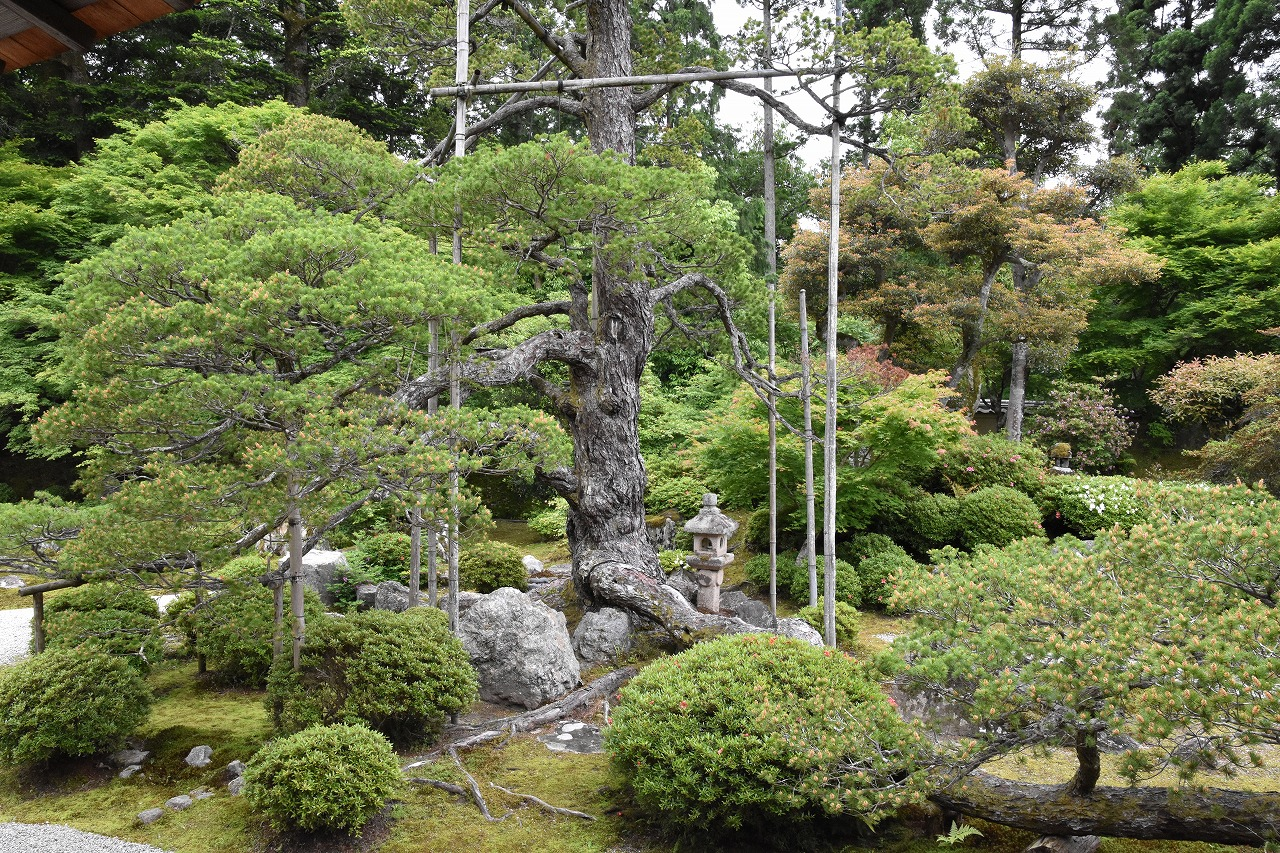
五葉松根元の曼殊院型キリシタン灯篭

## 文化財

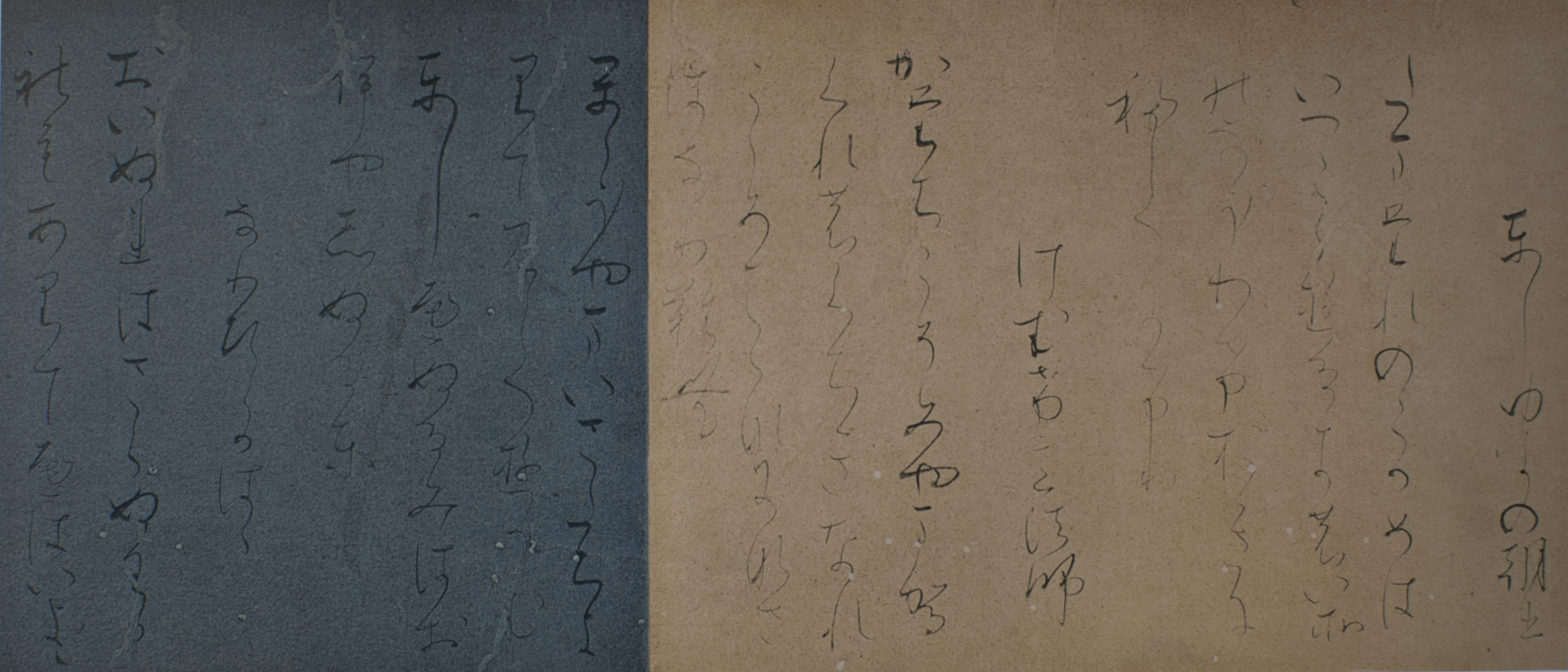
古今和歌集（曼殊院本）第3・4紙

### 国宝
- 絹本著色不動明王像（黄不動） - 滋賀県・園城寺（三井寺）に秘蔵される、黄不動像（平安時代前期）を元に制作された画像の1つであり、平安時代末期、12世紀頃の制作と推定されている。京都国立博物館寄託。2013年（平成25年）から2年間修復作業が行われ、現在は秘仏扱い。修復期間に愛知県立芸術大学で4年間かけて模写された模写像が奉納されている[28]。
- 古今和歌集（曼殊院本）1巻 - 色変わりの染紙に優美な和様書体で書写された古今和歌集の写本で、11世紀に遡る遺品である。高野切本古今和歌集などと並び、平安時代の仮名の名品として知られる。京都国立博物館寄託。

### 重要文化財
- 大書院（本堂）附：廊下
- 小書院 附：茶室
- 庫裏
- 木造慈恵大師坐像 文永五年（1268年）銘
- 木造阿弥陀如来坐像
- 玄関障壁画（紙本金地著色竹虎図）11面（襖貼付8、壁貼付3）
- 紙本著色是害房絵 2巻
- 絹本著色草虫図 2幅 呂敬甫筆
- 源氏物語 蓬生、薄雲、関屋 3冊
- 論語総略（紙背消息）
- 教訓鈔及続教訓鈔 9巻（続教訓鈔に明徳年間豊原量秋書写奥書）（附：石清水八幡宮護国寺恒例仏神事次第）
- 古今伝授関係資料 73種（明細は後出）
- 後柏原天皇宸翰後土御門後柏原両天皇詠草
- 紺紙金泥般若心経 後奈良天皇宸翰（安房国宛）
- 花園天皇宸翰御消息（7通）
- 花園天皇宸翰御消息（普賢形像事云々）
- 慈円僧正筆消息（十月五日 権少将宛 ）
- 池坊専好立花図（42図）1帖

### 国指定名勝
- 曼殊院庭園

### 曼殊院旧蔵の文化財
1. 紙本墨画秋冬山水図 2幅 雪舟筆（東京国立博物館蔵）
2. 紙本墨画松鷹図 2幅 雪村筆（東京国立博物館蔵）
3. 絹本墨画雪景山水図 朱端筆 明時代（東京国立博物館蔵）
4. 紙本淡彩東北院歌合（東京国立博物館蔵）
5. 慈円僧正願文 伝春日表白 貞応三年仲秋とあり（東京国立博物館蔵）
6. 慈円僧正願文（東京国立博物館蔵）
7. 光厳天皇宸翰消息（貞和五年三月十一日）（御物）
8. 後花園天皇宸翰消息（寛正四年五月二十三日）（御物）
9. 後陽成天皇宸翰消息（29通）1巻（御物）
10. 絹本著色猿図 伝・毛松筆 南宋時代（東京国立博物館蔵）

1 - 9は1936年（昭和11年）、皇室財産となったため、国宝保存法に基づく国宝（旧国宝）指定を解除されたもの。うち1-6は戦後国有となったため、重要文化財に再指定されている（1は文化財保護法に基づく国宝に指定）。10は戦後の1966年に国有となったもの。

## 曼殊院門跡諸大夫・侍
- 曼殊院門跡諸大夫
  - 山本家
    - 山本重龍（従五位上、筑前守）
    - 山本重胤（従五位下、三河守）

  - 西池家
    - 西池季祥（従五位上、遠江守）
- 曼殊院門跡侍
  - 小畠久時（従六位下、丹波介）

## 幕末の領地
国立歴史民俗博物館の『旧高旧領取調帳データベース』より算出した幕末期の曼殊院領は以下の通り。（2村・728石余）
- 山城国愛宕郡のうち - 1村
  - 一乗寺村のうち - 306石余
- 山城国葛野郡のうち - 1村
  - 西京村のうち - 422石余

## 前後の札所
近畿三十六不動尊霊場
16 三千院　-　17 曼殊院　-　18 聖護院
神仏霊場巡拝の道
107 赤山禅院　-　108 曼殊院　-　109 慈照寺

## 所在地・アクセス
- （所在地）京都市左京区一乗寺竹ノ内町
- （交通）
  - 京都市営バス5・31・北8系統、京都バス18・56系統「一乗寺清水町」バス停下車、徒歩20分
  - 叡山電鉄叡山本線修学院駅下車、徒歩20分

- 拝観 9:00 - 17:00、有料

## 主な出来事
- 1972年7月12日 - 昭和47年7月豪雨。書院を囲む土塀が10ｍほど倒壊する[31]。

## 関連文献
- 井上靖、塚本善隆監修、野口武彦、山口円道著『古寺巡礼京都22　曼殊院』、淡交社、1978
- 竹村俊則『昭和京都名所図会 洛北』駸々堂、1982
- 『週刊朝日百科　日本の国宝』13号（鞍馬寺ほか）、朝日新聞社、1997
- 『日本歴史地名大系　京都市の地名』、平凡社
- 『角川日本地名大辞典　京都府』、角川書店
- 『国史大辞典』、吉川弘文館
- 岡田孝男『京の茶室 東山編』学芸出版社、1989
- 中村昌生『京都茶室細見』平凡社、1984